# Juveltrastar
Juveltrastar (Pittidae) är en familj med tättingar som består av de tre släktena Hydrornis, Erythropitta och Pitta. Tidigare placerades alla arter i det enda släktet Pitta. De förekommer främst i tropiska Asien och Australasien, men några arter förekommer i Afrika, och flera av arterna är flyttfåglar. Morfologiskt påminner alla arter om varandra och de lever i liknande habitat. Det vetenskapliga namnet pitta härstammar från språket telugu som talas i delar av Indien och är ett folkligt samlingsnamn för "småfågel".
Juveltrastar är medelstora tättingar, med en längd på 15-25 centimeter, kraftigt byggda, med ganska långa starka ben och långsträckta fötter. De har en mycket kort stjärt och en kraftig, något nedåtböjd näbb. Flertalet juveltrastar har en färggrann fjäderdräkt.
De är territoriella och ganska markbundna fåglar som lever på våt skogsmark. Deras föda består av maskar, sniglar, insekter och liknande ryggradslösa byten. De lägger upp till sex ägg i ett stort sfäriskt format bo placerat i ett träd, buskage, eller ibland direkt på marken. Båda föräldrarna tar han om ungarna men utanför häckningstid lever de oftast ensamma.
Ett antal juveltrastar är utrotningshotade. En kategoriseras som akut hotad (CR) av IUCN, ytterligare tre starkt hotade (EN) och fem arter som sårbara (VU). De främsta hotet mot juveltrastarna är habitatförluster på grund av den snabba skogsavverkningen.

## Ekologi
Juveltrastar är dagaktiva och de behöver ljus för att födosöka. Trots detta återfinns de ofta i mörka biotoper och merparten är oftast mycket skygga, men svarar på imitationer av deras läten. De lever merparten av sina liv en och en, och inte ens juvenilerna umgås med sina föräldrar förutom när de blir matade. Mindre grupper har dock observerats under flytten.
Juveltrastarna är mycket territoriella med häckningsterritorier som varierar från afrikansk juveltrast med 3000 m² till regnbågsjuveltrast med 10 000m². De försvarar sitt område genom att visa upp sig på gränsen av territoriet medan slagsmål mellan rivaler är oerhört sällsynta. Flyttande individer försvarar även sitt födosöksområde i vinterkvarteret.

### Föda

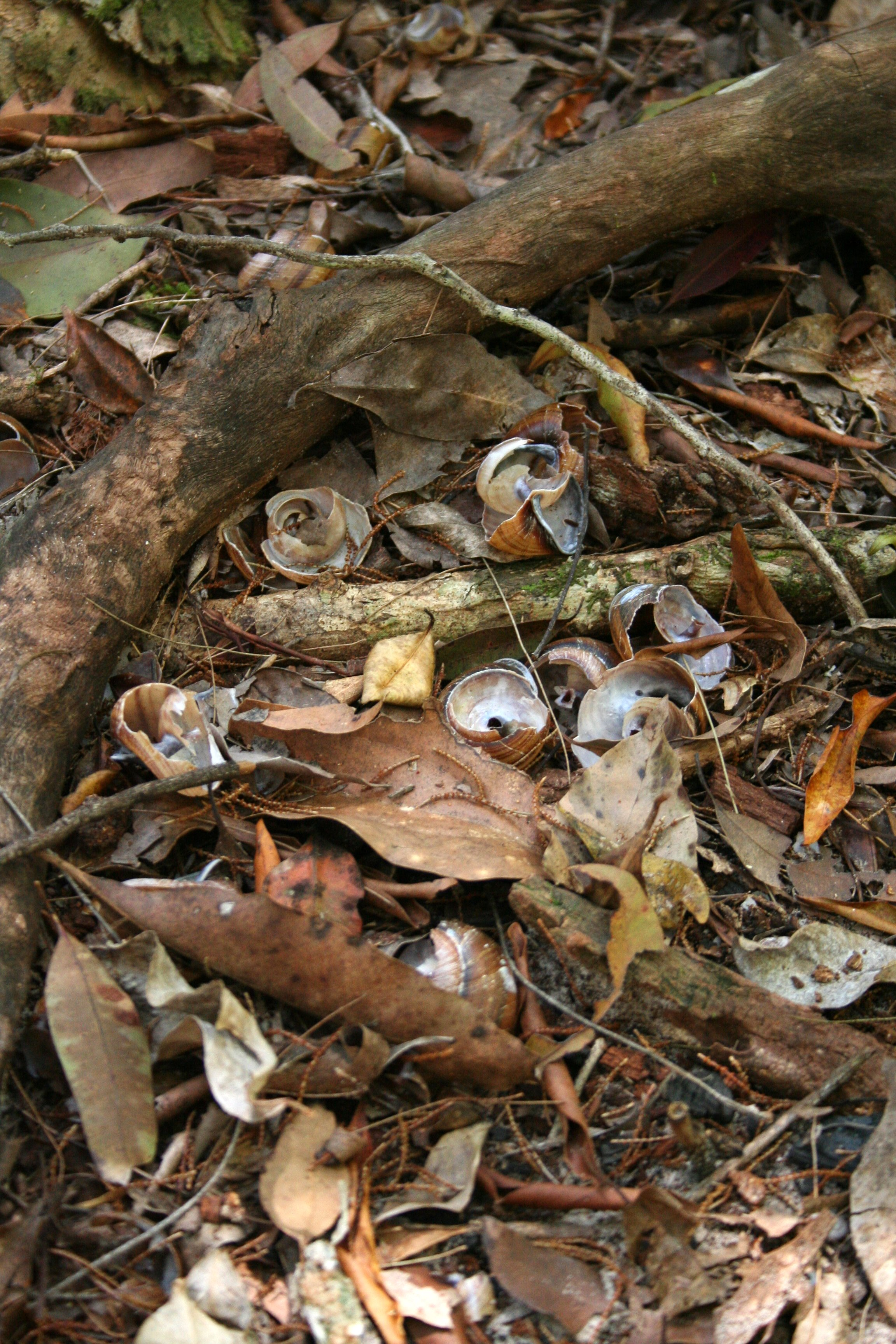
Ett "städ" som larmjuveltrasten använder för att slå sniglar emot för att krossa dess skal.

Deras huvudföda består av maskar och sedan följer sniglar. Dock kan maskar försvinna från menyn under torrperioder när juveltrastarna inte kan få tag på dem eftersom maskarna då gräver sig djupare ned i marken. Utöver detta lever de av en stor mängd olika ryggradslösa byten som termiter, myror, skalbaggar, halvvingar, fjärilar, tusenfotingar och spindlar.
De födosöker på ett trastliknande sätt genom att med en svepande rörelse flytta på blad med näbben. De har också observerats trycka ned näbben i jorden för att finna maskar. En teori är att de kan lokalisera maskar med hjälp av lukten och detta stöds av att juveltrastarna, i en undersökning av 108 olika fåglar, hade den största luktknölen (Bulbus olfactorius). Vissa arter använder sig av rötter eller stenar som en form av städ som de slår sniglar emot för att krossa skalet.

### Häckning
Juveltrastarna lever monogamt och försvarar sitt häckningsterritorium. Merparten är säsongshäckande och påbörjar häckningen vid regnperiodens inledning. Ett undantag från detta är manusjuveltrast, som kan häcka nästan året runt då ön Manus, som den häckar på, är fuktig året runt. Familjens häckningsbeteende är dåligt känt, men den afrikanska juveltrasten genomför en komplicerad dans, då den bland annat gör höga hopp med uppburrat bröst för att sedan singla ned till marken.
Juveltrastarna bygger ett enkelt sfäriskt bo med en sidoingång. Boet är oftast välkamouflerat i vegetationen och placeras i ett träd, buskage eller direkt på marken. Båda könen hjälper till att bygga boet men hanen gör det mesta av arbetet.

## Släkten i familjen
Tidigare placerades alla juveltrastar i släktet Pitta, men detta har nu delats upp i tre. En uppdelning av arten rödbukig juveltrast har resulterat i att familjen utökats med ett stort antal arter, vilket medför att familjen numera består av 46 arter. Nedanstående lista följer AviList:
Släkte Erythropitta
- Luzonjuveltrast (Erythropitta kochi)
- Filippinjuveltrast (Erythropitta erythrogaster)
- Sulajuveltrast (Erythropitta dohertyi)
- Sulawesijuveltrast (Erythropitta celebensis)
- Sultanjuveltrast (Erythropitta rufiventris)
- Burujuveltrast (Erythropitta rubrinucha)
- Papuajuveltrast (Erythropitta macklotii)
- Bismarckjuveltrast (Erythropitta novaehibernicae)
- Rosseljuveltrast (Erythropitta meeki)
- Sumatrajuveltrast (Erythropitta venusta)
- Sabahjuveltrast (Erythropitta ussheri)
- Halsbandsjuveltrast (Erythropitta arquata)
- Granatjuveltrast (Erythropitta granatina)

Släkte Hydrornis
- Öronjuveltrast (Hydrornis phayrei)
- Rostjuveltrast (Hydrornis oatesi)
- Blånackad juveltrast (Hydrornis nipalensis)
- Blågumpad juveltrast (Hydrornis soror)
- Jättejuveltrast (Hydrornis caeruleus)
- Blåryggig juveltrast (Hydrornis schneideri)
- Malackajuveltrast (Hydrornis irena)
- Javajuveltrast (Hydrornis guajanus)
- Borneojuveltrast (Hydrornis schwaneri)
- Azurkronad juveltrast (Hydrornis baudii)
- Blå juveltrast (Hydrornis cyaneus)
- Smaragdjuveltrast (Hydrornis elliotii)
- Blåkronad juveltrast (Hydrornis gurneyi)

Släkte Pitta
- Afrikansk juveltrast (Pitta angolensis)
- Grönbröstad juveltrast (Pitta reichenowi)
- Indisk juveltrast (Pitta brachyura)
- Blåvingad juveltrast (Pitta moluccensis)
- Kinesisk juveltrast (Pitta nympha)
- Nikobarjuveltrast (Pitta abbotti)
- Orientjuveltrast (Pitta sordida)
- Minahasajuveltrast (Pitta forsteni)
- Nyaguineajuveltrast (Pitta novaeguineae)
- Biakjuveltrast (Pitta rosenbergii)
- Azurjuveltrast (Pitta steerii)
- Larmjuveltrast (Pitta versicolor)
- Halmaherajuveltrast (Pitta maxima)
- Ornatjuveltrast (Pitta concinna)
- Praktjuveltrast (Pitta elegans)
- Bandajuveltrast (Pitta vigorsii)
- Svartmaskad juveltrast (Pitta anerythra)
- Mangrovejuveltrast (Pitta megarhyncha)
- Manusjuveltrast (Pitta superba)
- Regnbågsjuveltrast (Pitta iris)